# Szalagos varánusz
A szalagos varánusz (Varanus salvator) a pikkelyes hüllők rendjének (Squamata), gyíkok alrendjébe (Sauria) tartozó varánuszfélék családjának (Varanidae) egyik faja.
A szingalézek kabaragoyának nevezik.

## Előfordulása
India szárazföldjén, Dél-Kínában és az Indiai-óceán szigetein egészen Ausztrália északi partjáig azt a vízparti élőhelyet foglalja el, mint Afrikában a nílusi varánusz.

## Alfajai
- indiai szalagos varánusz (Varanus salvator salvator) – India, Srí Lanka, Banglades, Mianmar
- Andamán-szigeteki szalagos varánusz (Varanus salvator adamanensis) – Andamán- és Nikobár-szigetek
- hátsó-indiai szalagos varánusz (Varanus salvator komaini) – Thaiföld, Vietnám, Laosz, Kambodzsa, Kína déli része, Malajzia, Szumátra, Borneó
- Szunda-szigeteki szalagos varánusz (Varanus salvator bivittatus) – Jáva, Bali, Lombok, Sumbawa, Flores, Ombai (Alor), Wetar és a szomszédos szigetek (Indonézia)
- Togian-szigeteki szalagos varánusz (Varanus salvator togianus) – Togian-szigetek, Sulawesi
- Fülöp-szigeteki szalagos varánusz (Varanus salvator marmoratus) – Luzon, Palawan, Calamian-szigetek és a Sulu-szigetek (Fülöp-szigetek)
- Valójában már különálló fajjá van nyilvánítva 2007 óta (Koch), mindanaói varánusz vagy cumingi varánusz néven (Varanus cumingi) – Mindanao (Fülöp-szigetek)
- Valójában már különálló fajjá van nyilvánítva 2007 óta (Koch) viscayasi varánusz (Varanus nuchalis) – Cebu, Ticao, Negros, Panay és Masbate (Fülöp-szigetek)

## Megjelenése

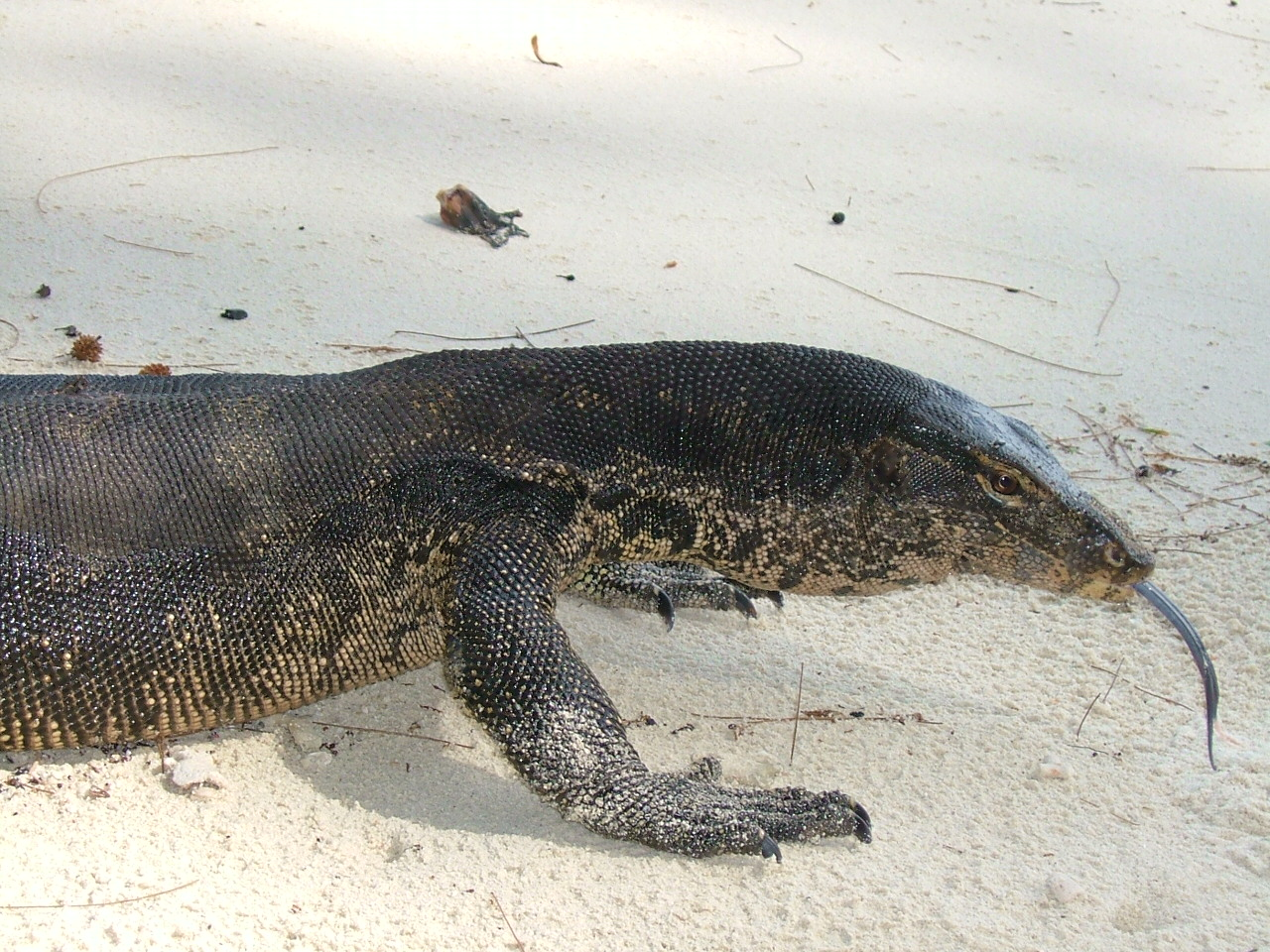

A komodói varánusz (Varanus komodoensis) után a legnagyobb testű varánusz faj. Feje felső részén, a szeme fölött széles pajzsok sorakoznak; orrlikai az orrhegy közelébe esnek. Hátán fekete alapon sárga pontok sorakoznak; fekete szalag fut végig halántékán és egy sárga csík a nyak mentén. Hasa egyszínű sárga. A meglett példányok hossza elérheti a 3 m-t, súlyuk az 50 kg-ot is, bár nem mindegyik alfaja nő meg ilyen nagyra. A farka kb. 60%-a a teljes hosszának. Hosszú farka oldalt lapított, ami úszásnál kormányrúdként szolgál az állatnak, ilyenkor egyébként lábait teste mellé lapítva úszik, ha kell akár 20 km/h-val is, ha menekül.

## Életmódja

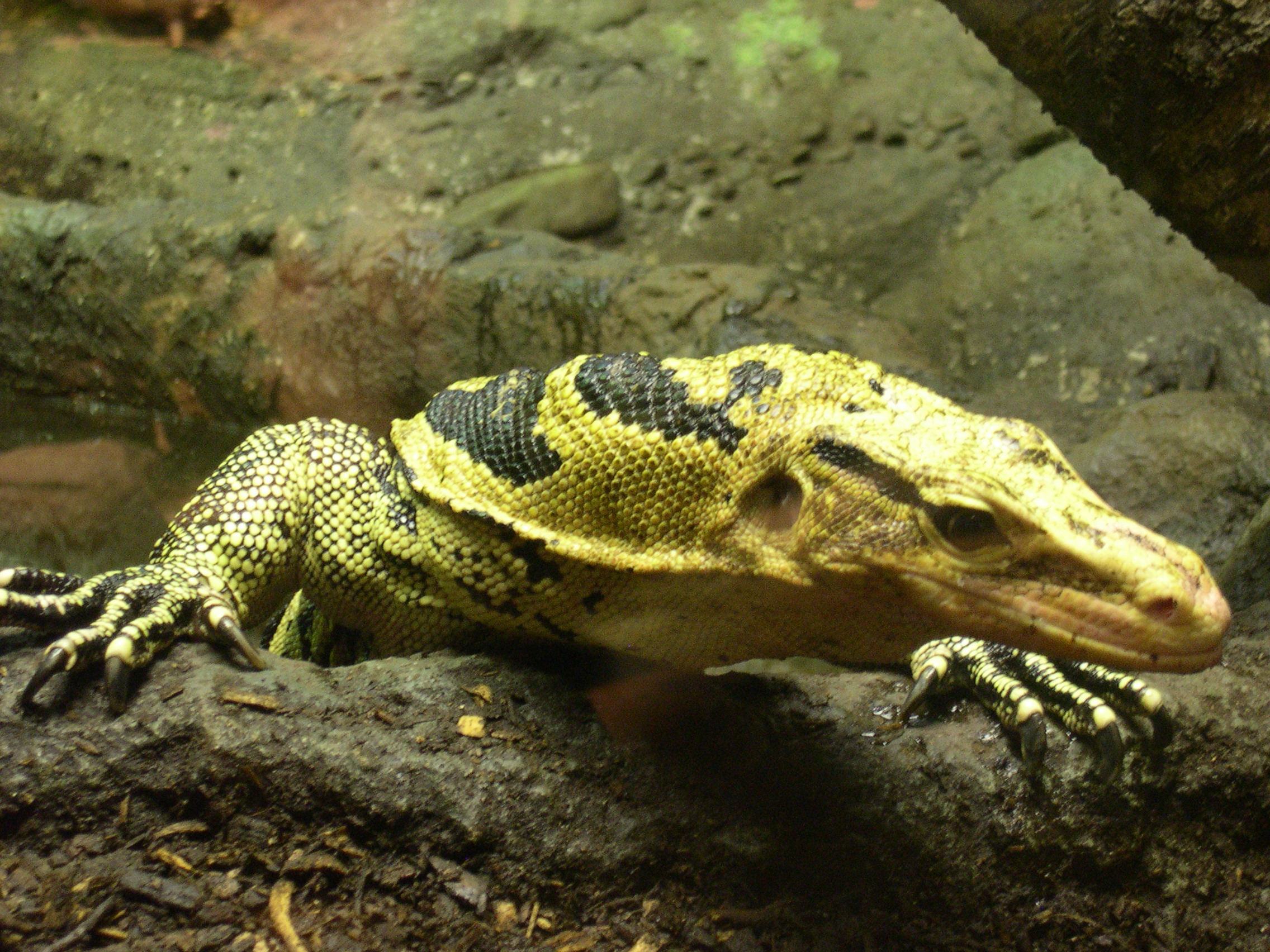
Fülöp-szigetki szalagos varánusz (Varanus salvator cumingi)

Nappal rendesen a folyókat és patakokat beárnyékoló, nagyobb fák ágai közt leskelődik madarakra és kisebb gyíkokra és nagyobb rágcsálókra, mint patkányra is vadászik. A mangróvemocsarak jellegzetes képviselője, ahol elhullott haltetemeken kívül a legnagyobb rákokkal is elbánik, ha éhes. Ha megzavarják, azonnal a vízbe ugrik. Ha kedvezőnek találja a körülményeket, az emberi települések közelében is tanyát üt, és a baromfiudvar vakmerő fosztogatójává válik. Ha elcsípik, fogaival, karmaival és farka hatalmas csapásaival védekezik. Néhány délkelet-ázsiai faluban, tolvajnak idomítják és baromfikat lopatnak vele pórázzal, mivel könnyedén átmászik minden mászható akadályon. Elég jól szelídíthető, főleg, ha kis korában már rendszeres emberi foglalkozásban részesül, bár rendkívül nagy helyigénye miatt nem mindenki próbálkozhat tartásával.
Sok indiai település vágóhídjai közelében rendszeresen összegyűlnek a folyópart lábánál maradék húsmaradékra várva. Az ilyen "ingyen konyháknál" jókora példányokat figyelhetünk meg.

## Szaporodása
A hím jellemzően nagyobb, mint a nőstény, általában kétszer akkora tömegű. A hím ivarérése akkor következik be, amikor az egyed körülbelül 1 méteresre nő, a nőstény pedig körülbelül 50 cm-es hosszúságnál éri el ezt az állapotot. A költési időszak áprilisban kezdődik és októberig tart. Azonban április idején a legnagyobbak a hím heréi, valamint a nőstény is ilyenkor a legfogékonyabb, így a szaporodási siker ezidőtájt a legnagyobb.
A nagyobb nőstények nagyobb kuplungméretet produkálnak, mint a kisebb egyedek. A tojásokat általában rothadó rönkök vagy tuskók mentén rakják le. Fogságban akár 10 évig is élhet.

## A szalagos varánusz és az ember
Húsát a kínaiak nemcsak megeszik, de háját és máját egyenesen orvosságnak minősítik. Sajnálatos módon emiatt és jó minőségű bőre miatt erősen megfogyatkozott régi állománya, de ezenkívül sokat fognak be az USA hüllő börzéi számára, ahol nagyon keresett hobbi állat lett.
Állatkertekben gyakori faj, de nagy méretei miatt csak ott tartják, ahol erre elég a hely.
Magyarországon a Pécsi Állatkert és Akvárium-Terráriumban találkozhatunk vele.

## Képek

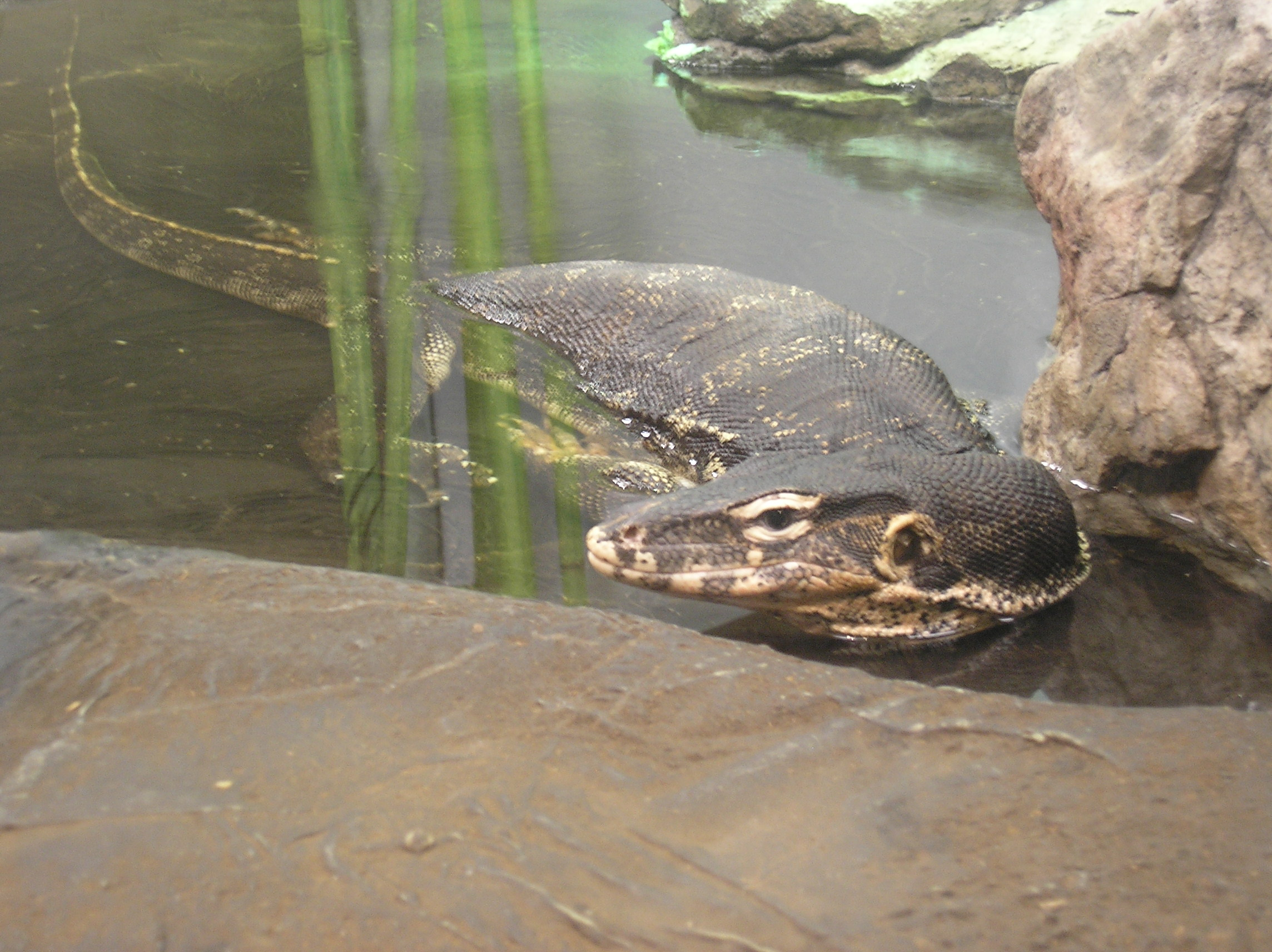
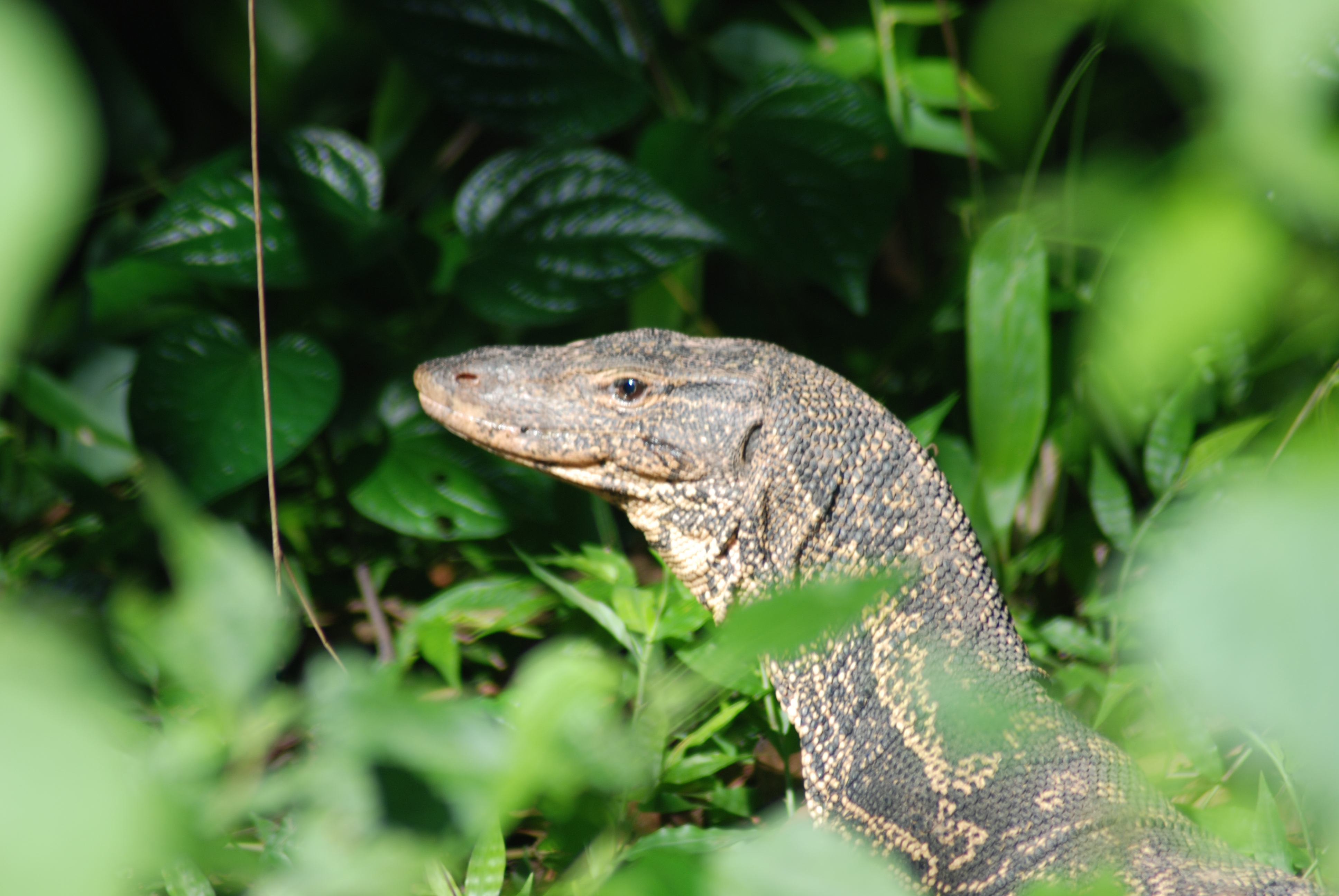

## Külső hivatkozások
- A faj szerepel a Természetvédelmi Világszövetség Vörös Listáján. IUCN. (Hozzáférés: 2011. augusztus 18.)
- Brehm: Az állatok világa
- ITIS állatrendszertan